# Il silenzio (film 1921)
Il silenzio è un film muto italiano del 1921 diretto da Luciano Doria.